# Saint-Aignan-de-Cramesnil
Saint-Aignan-de-Cramesnil è un ex comune francese di 507 abitanti situato nel dipartimento del Calvados nella regione della Normandia. Dal 1º gennaio 2019 è stato accorpato al comune di Garcelles-Secqueville per formare il comune di Le Castelet, del quale costituisce comune delegato. 

## Società

### Evoluzione demografica
Abitanti censiti